# Synacra
Synacra is een geslacht van vliesvleugelige insecten uit de familie Diapriidae.

## Soorten
- S. atracta Macek, 1995
- S. brachialis (Nees, 1834)
- S. giraudi (Kieffer, 1910)
- S. holconota Kieffer, 1910
- S. incompleta Buhl, 1997
- S. paupera Macek, 1995
- S. sociabilis (Kieffer, 1904)